# Колтон, Джордж
Джордж Гордон Колтон (англ. George Gordon Coulton; 15.10.1858, Кингс-Линн — 04.03.1947, Кембридж) — британский историк-медиевист. Основной труд «Five Centuries of Religion» (4 т., 1923-1950).
Образование получил в Кембридже. В 1883 году был рукоположен в сан англиканского священника (диакона), который оставил в 1885 году вследствие духовных сомнений.
В 1911—1934 годах — преподаватель в Кембридже, с 1919 года также член одного из его колледжей.
Затем посвятил себя исследовательской работе и написанию трудов.
В 1940—1944 годах — приглашённый лектор в Университете Торонто в Канаде.
Членкор Американской академии медиевистики (1927).
Женат с 1904 года, имел двух дочерей.